# Nakonde (Distrikt)
Nakonde ist einer von acht Distrikten in der Provinz Muchinga in Sambia. Er hat eine Fläche von 4809 km² und 178.790 Einwohner (2022). Die Hauptstadt ist Nakonde. Nakonde gehörte bis 1997 zum Distrikt Isoka und wurde dann ein eigener Distrikt.

## Geografie
Nakonde ist das Tor zu Ostafrika und der Hauptstadt Lusaka. Er liegt im Dreiländereck mit Malawi und Tansania. Der Distrikt gilt als eine der verkehrsreichsten Grenzregionen in Sambia. Er grenzt im Südosten an den Distrikt Chitipa in Malawi, im Süden an Isoka und Chinsali, im Westen an Mungwi und Senga Hill, sowie im Nordosten an die Distrikte Momba, Ileje und Tunduma (TC) in der Songwe Region, Tansania. Ein Teil der Südgrenze zu Isoka und Chinsali wird durch den Fluss Kalungu gebildet.

## Bevölkerung
Nakonde hat mit einer jährlichen Wachstumsrate von 4,8 % die am schnellsten wachsende Bevölkerung, verglichen mit der jährlichen Wachstumsrate der Provinz von 2,3 %.

## Wirtschaft
Es gibt eine Reihe von Sektoren, die nur wenig erschlossen sind, wie zum Beispiel der Landwirtschaftssektor, der immer noch am Existenzminimum betrieben wird. Dennoch ist Landwirtschaft im Distrikt Nakonde einer der wichtigsten Wirtschaftsmotoren der allerdings stark von der Subsistenzwirtschaft geprägt ist. Die lokalen Landwirte verfügen meist nicht über die notwendige Technologie und das Kapital, um in die kommerzielle Landwirtschaft zu betreiben. Die vorherrschenden landwirtschaftlichen Produkte sind Mais, Hirse, Sorghum, Maniok, Erdnüsse und Sojabohnen. Angesichts des schnellen Bevölkerungswachstums hat der Distrikt auch eine hohe Nachfrage nach tierischen Produkten, jedoch haben nicht viele Landwirte in Vieh- und Geflügelzucht, Aquakultur und andere diversifizierte landwirtschaftliche Programme investiert.
Stellenweise finden sich Kaffeepflanzungen bis hin nach Isoka. Als Exportgut konnte sich Kaffee trotz guter Qualität bisher nicht etablieren, da er unmittelbar verschifft werden muss. In Daressalam wurde der Kaffee aber meist zu lange gelagert.
Bergbauindustrie wird in Nakonde nur wenig betrieben. Es gibt zwei große Steinbrüche in Chilolwa und Chipala, südlich bzw. westlich der Stadt Nakonde. Der Abbau erfolgt allerdings eher im kleinen Maßstab. Laut dem Umweltausblick für Nakonde aus dem Jahr 2013 gibt es Mineralvorkommen, von denen angenommen wird, dass sie sich in Ndingindi, Chanka, Msanza, Namatinji und Nankungulu befinden.
Nakonde ist eines der Zentren für den Holzhandel. Im Energiebereich liefert Nakonde beispielsweise Energie in Form von Holzkohle nach Tansania und andere ostafrikanische Länder bis nach Uganda.

## Umwelt
Obwohl der Forstsektor in Nakonde nur schlecht entwickelt ist, hat die Waldbedeckung des Distrikts sich aufgrund des Drucks infolge der Entwaldung und durch den Bedarf an fossilen Brennstoffen verringert. Die Situation hat sich durch die Nutzung von Holz als Energiequelle durch Köhlerei und Brennholzsammlung Verschlechtert.
Der Distrikt ist zu 98 Prozent entwaldet, was in diesem niederschlagreichen Gebiet zu massiver Erosion führt. Holzkohle erzielt im nahen Mbeya einen guten Preis. Die Probleme haben nun zu einer Aufforstung im Distrikt geführt. Allein 2000/01 wurden 30.000 Setzlinge gepflanzt.

## Infrastruktur
Das Bevölkerungswachstum geht mit der erhöhten Nachfrage nach Energie einher. 2010 wurde prognostiziert, dass 90 Prozent der Bevölkerung nicht an das nationale Netz angeschlossen waren und keinen Zugang zu Elektrizität hatten.
Der Distrikt verfügt über zwei Radiostationen.